# Pietro Ottoboni
Pietro Kardinaal Ottoboni (Venetië, 2 juli 1667 - Rome, 29 februari 1740) was een Italiaans (Venetiaans) edelman. Ottoboni was een van de rijkste mannen in Europa en een van de grote maecenassen van zijn tijd.

## Levensloop
In 1689 werd hij door zijn oom paus Alexander VIII benoemd tot kardinaal en vicekanselier van de Rooms-Katholieke Kerk, wat hij bleef tot aan zijn dood. Hij betrok het Palazzo della Cancelleria, en Domenico Paradisi was verantwoordelijk voor de decoratie in het paleis. In 1689 gaf hij opdracht een theater bouwen. Tussen 1709 en 1710 kwam Filippo Javarra aan het hof werken en vergrootte het theater. Schilders als Sebastiano Conca, Sebastiano Ricci en Francesco Trevisani, bijna veertig jaar werkzaam aan het hof, kregen zijn bescherming. Van 1690 tot 1691 was hij kort legaat in de pauselijke stadstaat Avignon; hij was de laatste legaat in het bestuur van Avignon.
In zijn paleis organiseerde hij wekelijks concerten en operavoorstellingen. Hij had de beschikking over een eerste klas orkest. Alessandro Scarlatti was bij hem in dienst, en Arcangelo Corelli woonde bij hem in. Georg Friedrich Händel schreef voor deze "Arcadische" bijeenkomsten zijn eerste oratoria. Op zijn aandrang gingen Händel en Domenico Scarlatti een wedstrijd aan in improvisatie op klavecimbel en orgel. Ook Antonio Vivaldi had opdrachten aan hem te danken.
In 1725 werd Ottoboni bevorderd van kardinaal-priester tot kardinaal-bisschop. Hij bekleedde achtereenvolgens de bisschopszetels in de Romeinse basilieken van Sabina, Porto-Santa Rufina en Frascati. Van 1738 tot 1740 was hij gouverneur van Velletri in de Pauselijke Staat.
In 1740 werd Ottoboni beschouwd als papabile, een mogelijke opvolger voor de paus, maar verliet het conclaaf met koorts. Hij stierf drie dagen later. De erfgenamen namen de gelegenheid te baat en omdat er nog geen paus was gekozen, verhuisden ze alles wat niet vast zat. Er bestaat een lijst met een volledige beschrijving van zijn schilderijen, 530 stuks, en per kamer genoteerd. 

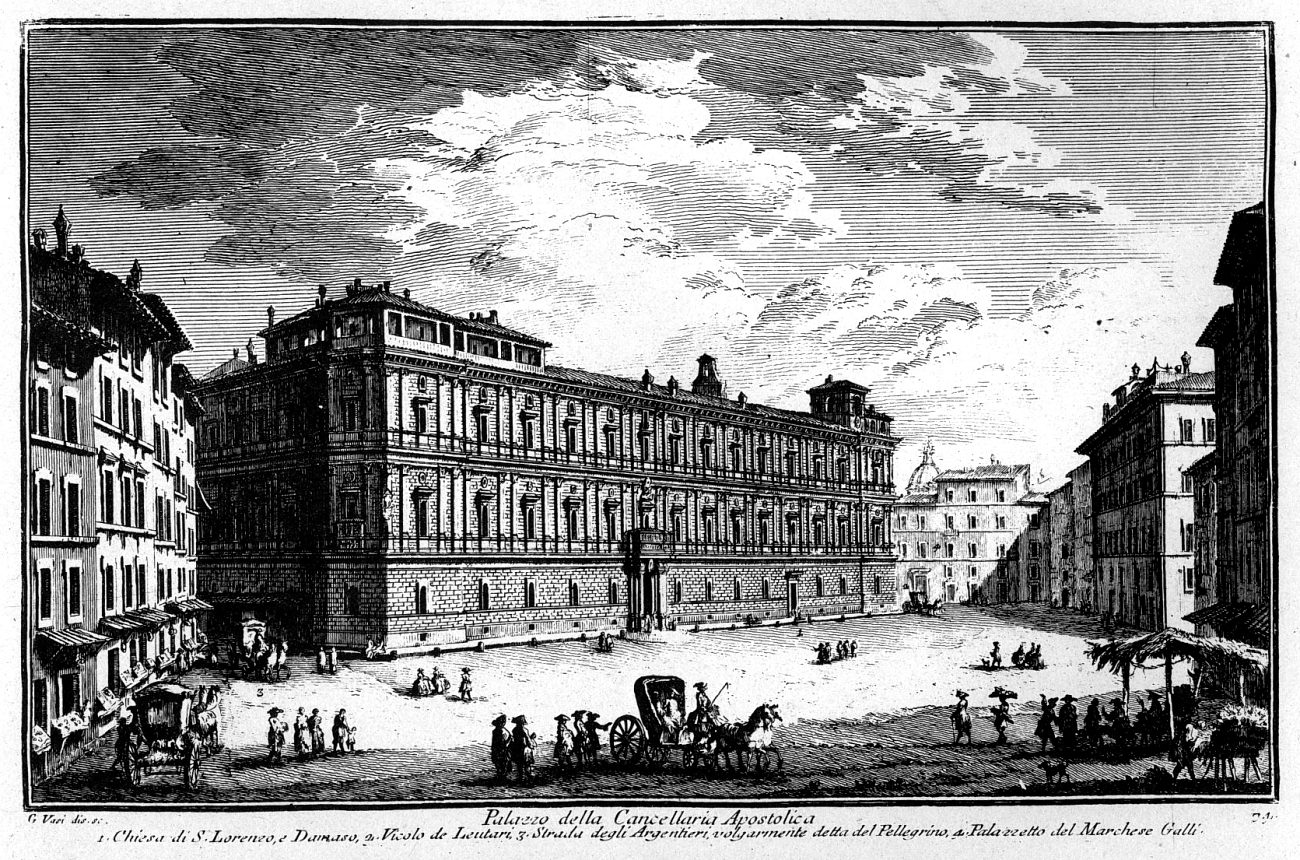
Palazzo della Cancelleria: een 18e-eeuwse gravure door Giuseppe Vasi

De werken waren van Benedetto Luti, Guido Reni, Giovanni Batista Gaulli, Tintoretto, Gaspard Dughet, Giuseppe Chiari, Pietro da Cortona, Francesco Albani, Jacopo Bassano, Giovanni Baglione, Giacinto Brandi, Giuseppe Cesari, en Paolo Veronese. Ottoboni had ook belangstelling voor Noord-Europese schilderijen, zoals van Caspar van Wittel en Gerrit van Honthorst. De nalatenschap van Ottoboni werd verkocht op vier veilingen, de twee laatste waren gewijd aan zijn boekenverzameling en zijn als gevolg over de gehele wereld verspreid. Pas in 1752 was alles geregeld en waren zijn de schulden afbetaald.
Pietro Ottoboni had - volgens Charles Montesquieu - tussen de zestig en zeventig kinderen. Portretten van zijn maîtresses hingen aan de wand van zijn slaapkamer. Pietro Metastasio was zijn petekind.

## Bron
- Media on Commons
- The Inventory of Paintings of Cardinal Pietro Ottoboni (1667-1740) Edward J. Olszewski (2004) AUS, Series XX Fine Arts, Vol. 36. ISBN 0-8204-6373-6
- Kardinaal Ottoboni op www.catholic-hierarchy.org

- Bibliothèque nationale de France: cb139652829 (data)
- Gemeinsame Normdatei: 100249582
- International Standard Name Identifier: 0000 0001 2142 9410
- Library of Congress Control Number: n82088308
- MusicBrainz: b90eb199-4d0f-4a5e-9240-98875c072e1a
- Nationale Bibliotheek van Tsjechië: xx0222050
- Nationale Bibliotheek van Israël: 987007306915905171
- Nederlandse Thesaurus van Auteursnamen: 155011014
- RKD-Nederlands Instituut voor Kunstgeschiedenis: 456329
- Istituto Centrale per il Catalogo Unico: RLZV011642
- LIBRIS: 250443
- SNAC: w6k9367z
- Système universitaire de documentation: 08338085X
- Union List of Artist Names: 500323549
- Virtual International Authority File: 89065102
- WorldCat: E39PBJvxpMR8VCmDKptq9qxJjC